# Kang Sheng
Kang Sheng (chiń. 康生, pinyin Kāng Shēng; ur. 1899, zm. 16 grudnia 1975) – działacz KPCh, szef wywiadu Chińskiej Republiki Ludowej podczas sprawowania władzy przez Mao Zedonga.

## Życiorys

### Młodość
Urodził się w 1899 roku. Był trzecim z synów wielkich właścicieli ziemskich z prowincji Szantung. Jako dziecko był raczej małomówny i nie przepadał za zabawą z rówieśnikami, lecz był bardzo pilnym uczniem.
Jako student uniwersytetu szanghajskiego wstąpił w 1925 roku do KPCh. Początkowo był zaangażowany w działalność związkową. Następnie rozpoczął szkolenia w zakresie działalności wywiadowczej: dwukrotnie (w 1928 i przez pewien czas w latach trzydziestych) odbywał szkolenie w zakresie działania wywiadu i służb bezpieczeństwa. 
Był szkolony przez NKWD, choć według większości relacji nie ufał Sowietom. W latach trzydziestych napisał książkę Rewolucyjne Chiny dzisiaj.

### Kang Sheng jako szef wywiadu
W okresie japońskiej okupacji oraz podczas chińskiej wojny domowej, Kang Sheng pełnił w latach 1939-1946 funkcję szefa Centralnego Wydziału Spraw Społecznych (chiń. 中央社会部 Zhōngyāng shèhuìbù), będącego główną służbą bezpieczeństwa chińskich komunistów. Był odpowiedzialny za czystki wśród działaczy partii komunistycznej, przeprowadzone w Yan’anie w latach 1942-1945. Prowadził działania wywiadu przeciwko siłom Kuomintangu. Później odpowiadał za wywiad wewnętrzny i działalność szpiegowską w państwach zachodnich (zwłaszcza szpiegostwem związanym z bronią jądrową).
Od 1949 jako członek Rady Państwa i Biura Politycznego KPCh znalazł się w gronie ścisłej elity Chińskiej Republiki Ludowej.

### Rewolucja kulturalna
Po rozpoczęciu rewolucji kulturalnej, Kang został 16 maja 1966 roku jednym z członków Grupy do spraw Rewolucji Kulturalnej, zostając jej doradcą. Był głównym inicjatorem masowych represji, zyskując sobie miano "chińskiego Berii". Bezpośrednio inspirował ataki na m.in. marszałka He Longa. W 1969 roku prawdopodobnie nakazał otruć Li Zongrena, prezydenta Republiki Chińskiej od 1949 do 1950 roku.
Zmarł w wyniku nowotworu 16 grudnia 1975 roku. Po dojściu do władzy Deng Xiaopinga potępiony. W 1980 roku został pośmiertnie wyrzucony z partii, a jego trumnę usunięto z cmentarza dla zasłużonych.